# XXX (Asia)
XXX is een studioalbum van de Britse muziekgroep Asia (original Asia). De titel verwijst naar het toen dertigjarig bestaan van de band, die in 1982 Asia uitbracht. Die beide albums zijn opgenomen in onderstaande samenstelling van die band. Het album is opgenomen in de Liscombe Park geluidsstudio in het voorjaar van 2012. De muziek kan eigenlijk de term progressieve rock niet dragen, gedurende al die jaren heeft er weinig ontwikkeling plaatsgevonden in de muziek of het moet het personeel zijn geweest. In januari 2013 gaf Howe aan dat het voor hem definitief het laatste studioalbum met Asia was.
De hoes van XXX is net als die van het eerste album van de hand van Roger Dean. De beeltenis is van het 'Jaar van de draak', volgens de Chinese kalender.

## Musici
- John Wetton – zang, basgitaar
- Steve Howe – zang, gitaar
- Geoff Downes – toetsinstrumenten
- Carl Palmer – slagwerk, percussie

## Muziek
| Nr. | Titel                                               | Duur |
| --- | --------------------------------------------------- | ---- |
| 1.  | Tomorrow the world (Wetton, Downes)                 | 6:47 |
| 2.  | Bury my in willow (Wetton, Downes)                  | 6:01 |
| 3.  | No religion (Howe, Wetton, Downes)                  | 6:36 |
| 4.  | Faithful (Wetton, Downes)                           | 5:37 |
| 5.  | I know how you feel (Wetton, Downes)                | 4:53 |
| 6.  | Face on the bridge (Wetton, Downes)                 | 5:59 |
| 7.  | Al gatto nero (Wetton, Downes)                      | 4:36 |
| 8.  | Judas (Howe, Wetton, Downes)                        | 4:43 |
| 9.  | Reno (Silver and gold) (Wetton, Downes)             | 5:15 |
| 10. | Ghost of a chance (Wetton, Downes)                  | 4:21 |
| 11. | I know how you feel (midnight mix) (Wetton, Downes) | 5:23 |

Van het album verschenen drie versies:
1. de “normale” compact disc; deze mist van bovenstaande tracks nummers 9 en 11
2. de luxe uitvoering met bovenstaande lijst
3. de luxe uitvoering met een toegevoegde dvd waarop The making of XXX, Face on the bridge (video) en Faithfull (video).

## Hitnotering
Het album haalde een week plaats nummer 69 in de Engelse Albumlijst, in de Verenigde Staten haalde het plaats 134 in de Billboard 200. In Nederland haalde het geen notering. Volgens Dutchcharts haalde het wel een notering in België (134 in 2 weken), Zwitserland (43 in 2 weken) en Zweden (39 in 2 weken). Ter vergelijking het debuutalbum stond zestien weken in de Nederlandse albumlijst. 